# Тонкосемянник обратнозагнутый
Тонкосемя́нник обратноза́гнутый (лат. Leptospermum recurvum) — вид цветковых растений рода Тонкосемянник (Leptospermum) семейства Миртовые (Myrtaceae).

## Распространение и местообитание
Растение родом из Малайзии. Растёт на горе Кинабалу на ультраосновных почвах, проявляет высокую устойчивость к большому содержанию ядовитых металлов в этих почвах.